# Lemula decipiens
Lemula decipiens är en skalbaggsart som beskrevs av Bates 1884. Lemula decipiens ingår i släktet Lemula och familjen långhorningar. Inga underarter finns listade i Catalogue of Life.